# Rhomboda polygonoides
Rhomboda polygonoides är en orkidéart som först beskrevs av Ferdinand von Mueller, och fick sitt nu gällande namn av Paul Ormerod. Rhomboda polygonoides ingår i släktet Rhomboda och familjen orkidéer. Inga underarter finns listade i Catalogue of Life.